# Tumxuk
Tumxuk (Oejgoers: تۇمشۇق, ULY: Tumshuq, UPNY: Tumxuk̡; Chinees: 图木舒克, pinyin: Túmùshūkè) is een substadsprefectuur in het westen van de noordwestelijke provincie Xinjiang, Volksrepubliek China.
Onder de in het begin van de 20e eeuw in de Mogao-grotten bij Dunhuang, provincie Gansu herontdekte manuscripten van Dunhuang uit de 5e tot 11e eeuw bevinden zich een 15-tal geschriften in de oude taal van Tumxuk. Dit Tumxuks was een Oost-Iraanse taal verwant met het Hotanees in het zuiden van het Tarimbekken.